# Jenny Adler
Jenny Adler est une biathlète allemande, née le 24 avril 1983 à Suhl.

## Biographie
Grand espoir du biathlon allemand, elle apparaît pour la première fois au niveau international en 2001, alors qu'elle n'a pas encore 18 ans, et rencontre immédiatement le succès. Aux Championnats du monde junior, elle remporte six titres dont quatre individuels entre 2001 et 2004 et totalise 10 médailles en seize courses. Elle possède le deuxième plus grand palmarès de l'histoire aux mondiaux junior de biathlon derrière sa compatriote Magdalena Neuner (sept titres et également dix médailles), avec qui elle partage d'ailleurs la médaille d'or du relais en 2004. Elle est aussi double championne d'Europe junior en 2002.
Lors de la saison 2004-2005, après de bons résultats en Coupe d'Europe (5 podiums, dont 2 victoires), elle est appelée pour la première fois en Coupe du monde en janvier à Ruhpolding et marque ses premiers points en terminant 22e de la poursuite. En 2006, elle décroche sa première médaille aux Championnats d'Europe à Langdorf avec le bronze au relais.
Brillante dans sa carrière junior et performante en Coupe d'Europe, elle doit cependant faire face à une sévère concurrence au sein d'une équipe féminine d'Allemagne de très haut niveau qui vit son âge d'or. Les places en équipe première sont chères et bon an mal an Jenny Adler a l'occasion de participer à deux étapes de Coupe du monde en moyenne, généralement les dernières de la saison grâce à ses résultats en Coupe d'Europe et le quota supplémentaire qui est lié. Totalisant seulement quinze départs au plus haut niveau entre 2005 et 2008, elle ne parviendra finalement jamais à saisir sa chance. En 2006-2007, elle enregistre son meilleur classement en Coupe du monde avec une 63e place finale grâce à une 14e place sur le sprint de Khanty-Mansiïsk, son seul top 20 dans l'élite.
Lorsque les anciennes de l'équipe allemande comme Uschi Disl et Katrin Apel prennent leur retraite en 2006 et 2007, elle voit les talentueuses Magdalena Neuner et Kathrin Hitzer s'installer dans le groupe de la coupe du monde, deux biathlètes respectivement plus jeunes qu'elle de quatre et trois ans et avec qui elle a notamment participé aux mondiaux juniors en 2004. Lasse d'être cantonnée au deuxième échelon mondial, Jenny Adler décide de prendre sa retraite sportive à l'âge de 25 ans, à l'issue de la saison 2007-2008 au cours de laquelle elle gagne une dernière fois en Coupe d'Europe et obtient une médaille d'argent aux Championnats d'Europe en relais.

## Palmarès

### Coupe du monde
- Meilleur classement général : 63e en 2007.
- Meilleur résultat individuel : 14e.

#### Classement annuel en Coupe du monde
| Saison    | Classement général final |
| 2004-2005 | 75e                      |
| 2005-2006 | nc                       |
| 2006-2007 | 63e                      |
| 2007-2008 | nc                       |

### Championnats d'Europe
- Médaille d'argent du relais en 2008 à Nové Město.
- Médaille d'argent du relais en 2007 à Bansko.
- Médaille de bronze du relais en 2006 à Langdorf.

### Championnats du monde junior
- Médaille d'or de la poursuite en 2001 à Khanty-Mansiïsk.
- Médaille d'or de la poursuite en 2002 à Ridnaun-Val Ridanna.
- Médaille d'or du relais en 2002.
- Médaille d'or de la poursuite en 2004 en Haute-Maurienne.
- Médaille d'or du relais en 2004.
- Médaille d'or de l'individuel en 2004.
- Médaille d'argent du sprint en 2001.
- Médaille d'argent du sprint en 2002.
- Médaille d'argent du relais en 2003 à Kościelisko.
- Médaille de bronze du relais en 2001.

### Championnats d'Europe junior
- Médaille d'or de l'individuel en 2002 à Kontiolahti.

 Médaille du relais en 2002.

### Coupe d'Europe/IBU Cup
- 12 podiums individuels, dont 6 victoires.